# Sugar Hill Records (sello folk)
Sugar Hill Records es un sello discográfico estadounidense especializado en los géneros musicales bluegrass y americana .
Fue fundada en Durham (Carolina del Norte) en 1978 por Barry Poss  y David Freeman,  propietario de los sellos discográficos County Records y Rebel Records.   Poss adquirió el control total de Sugar Hill en 1980 y fue propietario del sello hasta 1998, cuando lo vendió a Welk Music Group, propietario de Vanguard Records.  En 2006, Poss ganó un premio Lifetime Achievement Award de la Americana Music Association.  En 2008, Welk Music Group llegó a un acuerdo con la multinacional discográfica EMI para la distribución de todos sus sellos, incluido Sugar Hill.  Sugar Hill continuó operando desde Durham hasta 2007, cuando Poss trasladó la empresa a Nashville (Tennessee) . En 2015 el sello fue adquirido por Concord Bicycle Music. 
Entre los muchos artista notables que han publicado álbumes con el sello se encuentran Nickel Creek, Doc Watson, Townes Van Zandt, Ricky Skaggs, Guy Clark, Robert Earl Keen, Sam Bush y Dolly Parton. Uno de los álbumes de Parton para Sugar Hill, Halos & Horns (2002), incluía una canción llamada "Sugar Hill", que escribió como tributo al sello.

## Premios Grammy al mejor álbum de Bluegrass
- 1992 – Spring Training, Carl Jackson y John Starling
- 1994 – Waitin' for the Hard Times to Go, Nashville Bluegrass Band
- 1995 – The Great Dobro Sessions, Jerry Douglas y Tut Taylor
- 1996 – Unleashed, Nashville Bluegrass Band
- 1997 – True Life Blues: The Songs of Bill Monroe, Todd Phillips
- 2001 – The Grass Is Blue, Dolly Parton
- 2006 – The Company We Keep, Del McCoury Band

## Otros premios Grammy
- 2002 – "Shine", del álbum Little Sparrow, Dolly Parton, Grammy a la mejor interpretación vocal femenina de música Country
- 2003 – This Side, Nickel Creek, Alison Krauss, Grammu al mejor álbum folk contemporáneo
- 2006 – Fiddler's Green, Tim O'Brien, Grammy al mejor álbum folk tradicional
- 2007 – "Whiskey Before Breakfast", from Not Too Far from the Tree, Bryan Sutton y Doc Watson, Grammy a la mejor interpretación instrumental country
- 2010 – "Hummingbyrd" from Ghost Train: The Studio B Sessions, Marty Stuart, Grammy a la mejor interpretación instrumental country
- 2016 — Undercurrent, Sarah Jarosz, Grammy al mejor álbum folk

## Lista de artistas del sello
- Terry Allen
- Acoustic Syndicate
- Pat Alger
- Mike Auldridge
- Austin Lounge Lizards
- Bad Livers
- Riley Baugus
- Black Prairie
- Byron Berline
- Alan Bibey
- Blue Rose
- Sarah Borges
- Ronnie Bowman
- John C. Reilly
- Clarence "Gatemouth" Brown
- Sam Bush
- Guy Clark
- Dudley Connell
- Country Gentlemen
- John Cowan
- Dan Crary
- Mike Cross
- Rodney Crowell
- The Deep Dark Woods
- Grey DeLisle
- Jerry Douglas
- John Duffey
- The Duhks
- Sara Evans
- Jeff Bridges
- Pat Green
- The Greencards
- David Grisman
- Chris Hillman
- Hot Rize
- Randy Howard
- Walter Hyatt
- Infamous Stringdusters
- Carl Jackson
- Wanda Jackson
- Sarah Jarosz
- Jewel
- Marti Jones
- Robert Earl Keen
- King Mackerel
- Kukuruza
- Sonny Landreth
- Doyle Lawson
- Albert Lee
- Lonesome River Band
- Chris Thile
- Kathy Mattea
- Del McCoury Band
- James McMurtry
- Jim Mills
- Allison Moorer
- Jimmy Murphy
- Mutual Admiration Society
- Nashville Bluegrass Band
- Bobbie Nelson
- Willie Nelson
- New Grass Revival
- Nickel Creek
- Osborne Brothers
- David Parmley
- Dolly Parton
- Tom Paxton
- Johnny Paycheck
- Herb Pedersen
- Positive Force
- Railroad Earth
- Ranch Romance
- Reckless Kelly
- Red Clay Ramblers
- Red Stick Ramblers
- Lou Reid
- Tony Rice
- Don Rigsby
- Peter Rowan
- Kevin Russell's Junker
- Darrell Scott
- Seldom Scene
- Sammy Shelor
- Ricky Skaggs
- Connie Smith
- Corey Smith
- John Starling
- Bryan Sutton
- Chris Thile
- Greg Trooper
- Uncle Kracker
- Townes Van Zandt
- Doc Watson
- Don Williams
- Lee Ann Womack